# Nové Město

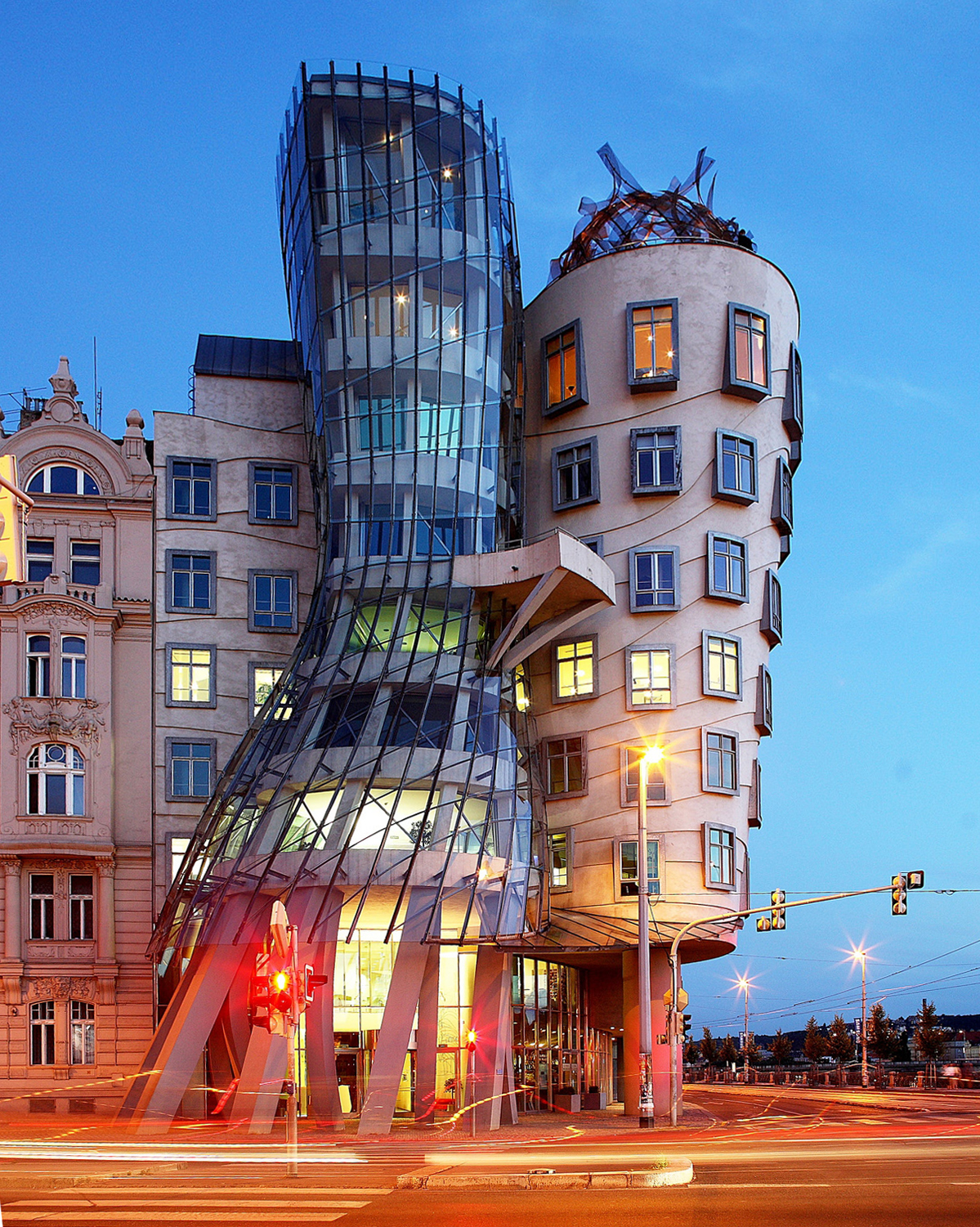
Tančící dům (Dansande huset) i stadsdelen Nové Město i Prag

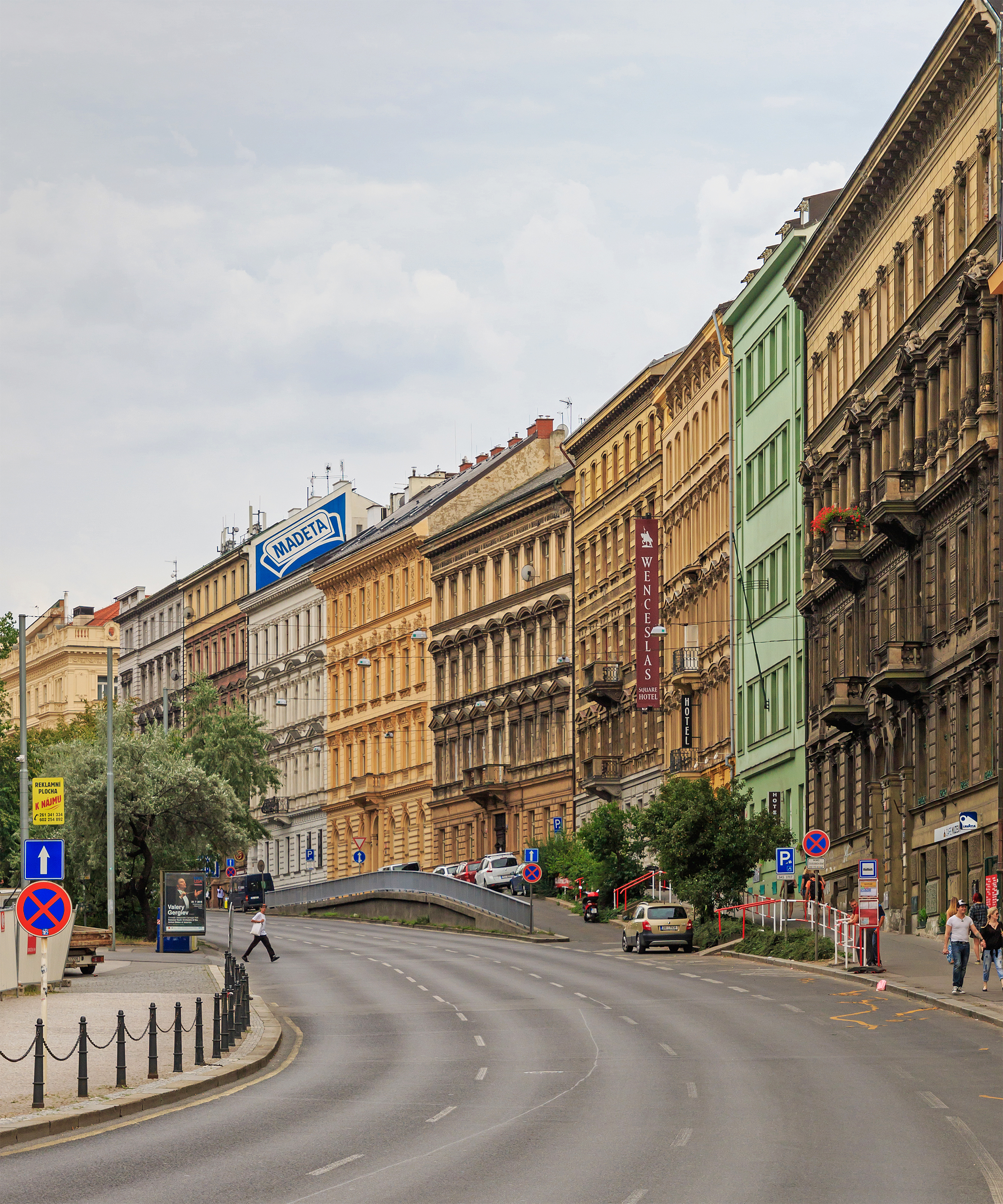
Huvudgata i stadsdelen Nové Město i Prag

Nové Město (svenska: Nya staden) är en stadsdel i staden Prag i Tjeckien. Området grundades under 1300-talet av Karl IV och gränsar till Staré Město i norr. Bland de mer kända platserna finns Vaclavplatsen (Václavské náměstí).

### Fotnoter
1. ↑  Björn Lundberg (25 april 2008). ”Historiska resmål – praktfulla Prag” (på svenska). Populär historia. https://popularhistoria.se/vardagsliv/turism/historiska-resmal-praktfulla-prag. Läst 25 augusti 2018.